# Saint-Paul-en-Gâtine
Saint-Paul-en-Gâtine település Franciaországban, Deux-Sèvres megyében. Lakosainak száma 496 fő (2022. január 1.). Saint-Paul-en-Gâtine L’Absie, Le Busseau, Scillé, Moncoutant-sur-Sèvre és Terval községekkel határos.

## Népesség
A település népessége az elmúlt években az alábbi módon változott:
| Lakosok száma | 464  | 452  | 458  | 448  | 447  | 441  | 459  | 478  | 496  |
|               | 2013 | 2015 | 2016 | 2017 | 2018 | 2019 | 2020 | 2021 | 2022 |